# ファーラ・イン・サビーナ
ファーラ・イン・サビーナ（伊: Fara in Sabina）は、イタリア共和国ラツィオ州リエーティ県にある、人口約14,000人の基礎自治体（コムーネ）。
県都リエーティに次ぎ、県内第二位のコムーネ人口を有する。

## 地理

### 位置・広がり
リエーティ県のコムーネ。県都リエーティから南南西へ24kmの距離にある。

#### 隣接コムーネ
隣接するコムーネは以下の通り。括弧内のRMはローマ県所属を示す。
- カステルヌオーヴォ・ディ・ファルファ
- モンテリブレッティ (RM)
- モントーポリ・ディ・サビーナ
- ネーロラ (RM)
- トッフィア

### 気候分類・地震分類

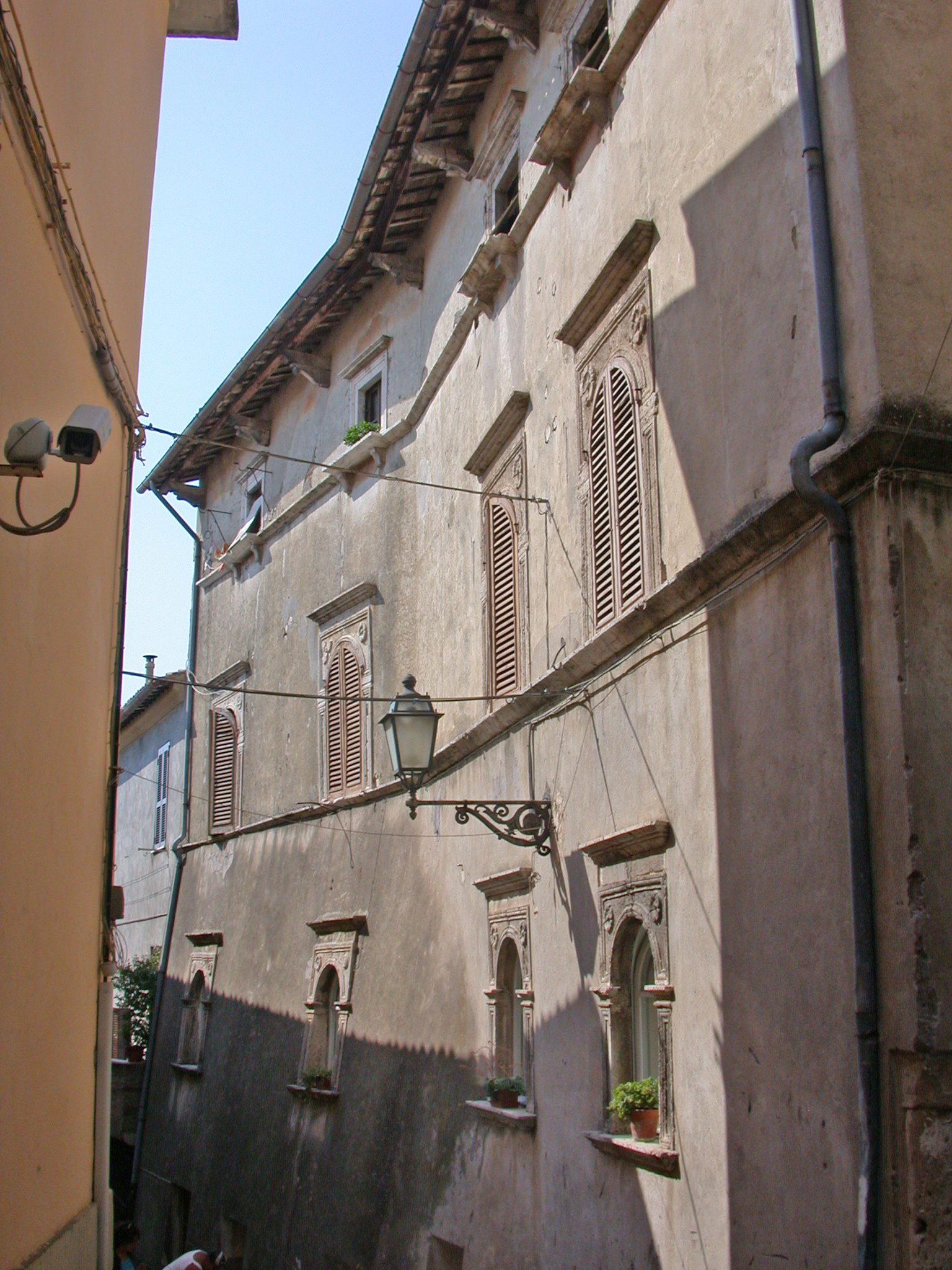

ファーラ・イン・サビーナにおけるイタリアの気候分類 (it) および度日は、zona E, 2242 GGである。
また、イタリアの地震リスク階級 (it) では、zona 2B (sismicità media) に分類される。

## 行政

### 分離集落
ファーラ・イン・サビーナは、以下の分離集落（フラツィオーネ）がある。
- Grottaglie, Baccelli, Borgo Quinzio, Canneto Sabino, Coltodino, Corese Terra, Passo Corese, Farfa, Prime Case, Talocci

## 姉妹都市
- サンタ・ヴィットーリア・イン・マテナーノ、イタリア
- Villemur-sur-Tarn、フランス